# Imma hemixanthella
Imma hemixanthella är en fjärilsart som beskrevs av Holland 1900. Imma hemixanthella ingår i släktet Imma och familjen Immidae. Inga underarter finns listade i Catalogue of Life.